# سوفي إسترهازي
سوفي إسترهازي (بالألمانية: Sophie Esterházy-Liechtenstein)‏ هي أرستقراطية نمساوية، ولدت في 5 سبتمبر 1798 في فيينا في النمسا، وتوفي بنفس المكان في 17 يونيو 1869.